# NGC 4957
NGC 4957 est une galaxie elliptique située dans la constellation de la Chevelure de Bérénice. Sa vitesse par rapport au fond diffus cosmologique est de 7 151 ± 19 km/s, ce qui correspond à une distance de Hubble de 105,5 ± 7,4 Mpc (∼344 millions d'al). NGC 4957 a été découverte par l'astronome germano-britannique William Herschel en 1785.
NGC 4957 renferme des régions d'hydrogène ionisé.
À ce jour, une dizaine de mesures non basées sur le décalage vers le rouge (redshift) donnent une distance de 102,050 ± 26,641 Mpc (∼333 millions d'al), ce qui est à l'intérieur des valeurs de la distance de Hubble.